# 渡部遼介
渡部 遼介（わたべ りょうすけ、1971年12月29日 - ）は、日本の俳優。東京都出身。株式会社アルファセレクション所属。身長177cm。体重70kg。
第9期劇団俳優座研究所を経て、芸能事務所ライトハウス（現：株式会社グリーンランド）へ所属。そこでの先輩である俳優平泉成から芸名をもらい、本名から渡部遼介へと改名する。
また若いころに様々な養成所やワークショップに通いながら感じていた、実際に現場で活動している俳優が教える演技ワークショップを実現したいとの想いから、映像演技研究所を主宰、後進の指導にも力を入れている。なお、渡部が撮影などの仕事が入ったときは急に休みになるため、ほかのワークショップのように定期的な開催は約束されていない。

## 出演

### 映画
- 冷たい血 AN OBSESSION（監督：青山真治）
- 生きたい（監督：新藤兼人）
- BROTHER（監督：北野武）
- 亡国のイージス（監督：阪本順治）
- VERSUS（監督：北村龍平） - 中ボス 役
- 9-NINE（監督：香月秀之）
- ミロクローゼ（監督：石橋義正）
- 嘘つき女の明けない夜明け（監督：熊谷まどか） - 山下光也 役
- 青い種（監督：川野弘毅）
- Wiz/Out（監督：園田新）
- 化け石（監督：桑島岳大）
- 熱帯歌のその後（監督：大石健弘） - 杉山悠治 役
- ドリーム・パーソナリティー（監督：岩田雄介） - 拓哉 役
- Jewel（監督：shin）
- サイヴァイ（監督：桑島岳大） - 主演
- Rhythm（Focus Infinity Production）
- イマジナリーライン（監督：伊刀嘉紘 Weiterstadt映画祭（独）） - カイ 役
- ハッピーライフ（監督：伊刀嘉紘 Weiterstadt映画祭（極）） - カイジ 役
- 葉櫻の頃にゑひて（監督：野村ミナコ） - 芳井一樹 役
- INGA!（ZOLTAR制作） - 英達 役
- シン・ゴジラ[2] - 金融担当大臣秘書官 役[1]
- 新聞記者（監督：藤井道人）

### テレビドラマ
NHK
- 聖女 第7話（演出：日比野朗） - 雑誌記者 役
- キャロリング〜クリスマスの奇跡〜 第2話（演出：塚本連平） - 俊介の父 役
- 花燃ゆ 第5話（演出：末永創） - 弘中勝之進 役
- ちむどんどん

NTV
- 妖怪人間ベム
- 勝利の法廷式 第1話 - 裁判長 役
- こっち向いてよ向井くん 第5話

TBS
- 埋葬された愛 - 茜の男 役
- 十津川警部シリーズ17 - 仙堂明 役
- アゲイン〜ラヴ・ソングをもう一度〜 - 高梨海人 役
- 女性保安員・二階堂雪1〜3 - 土屋直人 役
- 被害者の妻（北海道放送） - 小野田純一 役
- MOZU Season2〜幻の翼〜（監督：羽住英一郎） - 広報官 役
- ホワイトラボ 最終話（演出：酒井聖博） - 係員 役
- マイファミリー 第1話

CX
- 永遠の君へ
- 地獄の花嫁3殺意のジューンブライド
- 真珠夫人 - 成田順平 役
- 私が恋愛できない理由
- 蜜の味〜A Taste Of Honey〜
- FIRST CLASS 2 第5話（演出：西浦正記） - 探偵 役
- アンメット ある脳外科医の日記 第3話（2024年4月29日、関西テレビ・フジテレビ系） - 山中嘉彦 役[3]
- あなたを奪ったその日から 第4話・第7話（2025年5月12日・6月2日、関西テレビ） - 人事部長・丸尾 役[4]

テレビ朝日
- はぐれ刑事純情派PART11
- Tears〜妹のはなし〜 - 兄 役
- 大惨事！〜ツアーバス転落！〜 - 高島吉彦 役
- 匿名探偵 第8話（演出：塚本連平） - サキの父 役
- 相棒 season2 第4話「消える銃弾」（2003年11月5日） - 苫篠孝一 役
- 仮面ライダージオウ 第31話（2019年4月14日） - 幹部 役
- 機界戦隊ゼンカイジャー 最終話（2022年2月27日） - コメンテーター 役
- 未来への10カウント 第4話（2022年5月5日） - 谷六郎 役
- 特捜9 season7 第8話（2024年5月22日、テレビ朝日） - 高木静雄 役[5]

テレビ東京
- 孤独のグルメ Season3 第4話 （2013年7月31日）- 中年サラリーマンD 役
- 殺しの女王蜂
- 保育探偵25時〜花咲慎一郎は眠れない!!〜 - 国本雅広／恵の父 役
- ウルトラシリーズ
  - ウルトラマンZ 第8話（2020年8月8日） - 大富豪 役
  - ウルトラマンブレーザー 第19話（2023年11月25日） - アオベタツキ 役
- ハコビヤ 第6話（2024年2月16日） - 満男の両親 役[6]
- 警視庁ゼロ係〜スカイフライヤーズ〜（2024年7月22日） - 霧島明管理官 役[7]
- 法廷のドラゴン 第7話・最終話（2025年2月28日・3月7日、テレビ東京） - 医師・田辺圭司 役[8]

WOWOW
- プラチナタウン（演出：鈴木浩介） - 村役場職員 役
- MOZU Season2 〜幻の翼〜（監督：羽住英一郎） - 広報官 役
- TOKYO VICE 第1話（2022年4月） - インタビューアー#2 役

### 舞台
- CRAZY HOST RETURNS（本多劇場・星屑の会／演出：水谷龍二） - 野村仁 役
- 親友（トム・プロジェクトプロデュース／作・演出：水谷龍二） - 主演
- ディア・パーブロヴィチ（紀伊國屋サザンシアター／作・演出：工藤剛士） - 幸内伸介 役
- ASIAN BUTTERFLY（劇団time limits／演出：野島拓也）

### CM
- 「スバル・フォレスター」メイン／監督：Mitsuyo Miyazaki
- 「サッポロギネスビール」メイン
- 「明治乳業」メイン
- 「SEGA街」メイン
- 「SEGAかまいたちの夜2」メイン
- 「ピエトロドレッシング」メイン
- 「KIRINラガービール同窓会篇」
- 「KIRINノンアルコールビールFREE」
- 「大同生命」デザイン事務所社長 役
- 「太平洋クラブ」

スチール
- 「オムロン」

WEB
- 「EXERCISE DEAD」ホリプロ制作 主演 木元 役

### 短編映画
- 「スレッド」（2009年、谷健二監督） - 主演、日本芸術センター第2回映像グランプリ脚本賞、第6回山形国際ムービーフェスティバル2010入選